# 青森市立王余魚沢小学校
青森市立王余魚沢小学校（あおもりしりつ かれいざわしょうがっこう）は、かつて青森県青森市浪岡大字王余魚沢字王余魚沢にあった公立小学校。
児童数の減少により、浪岡町の小学校であった2004年（平成16年）の時点で事実上廃校している。分校に水ヶ沢分校があった。現在、跡地にはカフェ「王余魚沢倶楽部」が入居している他、王余魚沢夏祭りが地域住民によって開かれている。

## 沿革
- 1885年（明治28年）10月28日 - 浪岡村大字王余魚沢字村元38番地に浪岡尋常高等小学校王余魚沢分校として発足。当時は、尋常1学年から4学年までの複式編成。
- 1922年（大正11年）7月24日 - 字王余魚沢1番地（現在地）に校舎を建設。標高147m地点。
- 1940年（昭和15年）6月1日 - 浪岡村の町制施行により、浪岡町立浪岡尋常高等小学校王余魚沢分教場に改称。
- 1941年（昭和16年）4月1日 - 国民学校令により、浪岡国民学校王余魚沢分教場に改称。
- 1947年（昭和22年）4月1日 - 学校教育法（旧法）施行により、浪岡町立浪岡小学校王余魚沢分校に改称。
- 1948年（昭和23年）3月31日 - 独立・昇格し、児童数83名・2学級編成の浪岡町立王余魚沢小学校として発足。
- 1954年（昭和39年） - 浪岡ダム建設の影響で児童数89人と最高となる。
- 1965年（昭和40年）1月（第3学期） - 浪岡町立学校での学校給食開始。
- 1987年（昭和62年）9月 - 近接する青森空港で離着陸する航空機の騒音を防ぐための防音工事を実施。
- 1988年（昭和63年） - 新校舎完成。
- 2004年（平成16年）3月31日 - 休校。児童数は1桁となっていた。
- 2005年（平成17年）
  - 3月16日 - 王余魚沢小学校を廃止し青森市立浪岡南小学校と統合する学校設置条例改正案が出されたが、浪岡町と青森市の合併問題から反対意見が多数出たため議長裁決で否決。
  - 4月1日 - 浪岡町が青森市に合併されたため、青森市立王余魚沢小学校に改称。
- 2006年（平成18年）3月31日 - 青森市議会で廃止案が出されたが、入学希望者がいないため、この日をもって廃校となった。

## 学区
- 王余魚沢(字南村元、字北村元、字東村元、字村元、字寺山、字片子、字片子都谷森、字七平、字天狗平、字追野倉、字水ヶ沢、字土川、字鳥字森、字屋形森、字左杓子、字五丹巻、字饅頭坂、字王余魚沢、字坊主畑、字小谷、字野沢、字都谷森、字五郎左ェ門釜沢)

## 備考
- 大畑町立関根橋小学校（当時）とウェブ会議を行った事がある。
- 浪岡町立野沢小学校（当時）と交流学習を行っていた。